# Piégros-la-Clastre
Piégros-la-Clastre är en kommun i departementet Drôme i regionen Auvergne-Rhône-Alpes i sydöstra Frankrike. Kommunen ligger i kantonen Crest-Sud som tillhör arrondissementet Die. År 2022 hade Piégros-la-Clastre 883 invånare.

## Befolkningsutveckling
Antalet invånare i kommunen Piégros-la-Clastre
Referens:INSEE